# Tatzenkäfer

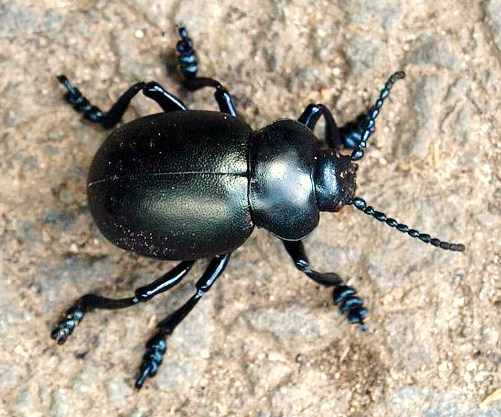
Timarcha tenebricosa, adultes Tier

Der Tatzenkäfer (Timarcha tenebricosa), auch Labkraut-Blattkäfer genannt, ist ein Käfer aus der Familie der Blattkäfer (Chrysomelidae).

## Beschreibung
Die Käfer sind mit einer Körperlänge von 15 bis 20 Millimetern die größten Blattkäfer in Mitteleuropa. Sie haben einen schwarzen, leicht bläulich schimmernden Körper und sehen Mistkäfern ähnlich. Die Flügeldecken haben eine leichte, punktförmige Strukturierung und sind in der Mitte zusammengewachsen, was die Käfer flugunfähig macht. Diese haben kräftige Fühler, die aus kugelrunden Gliedern bestehen. An den Beinen haben sie je drei kurze, aber sehr breite Fußglieder, ein schmaleres Fußglied und schließlich ein Krallenpaar. Diese scheinbar "dicken Füße" geben dem Käfer seinen Namen.

## Lebensweise
Tatzenkäfer bewegen sich behäbig, sind aber schon sehr zeitig im Frühling unterwegs. Es kommt auch vor, dass sie an milden Wintertagen ihre Winterruhe unterbrechen. Wenn man sie stört, würgen sie eine rote oder orange Flüssigkeit hervor (Reflexbluten).
Die Weibchen legen normalerweise im Sommer ihre Eier in Labkräuter ab, von dem sich sowohl die Larven als auch die Käfer ernähren. Man kann die Paarung der Käfer aber auch im Frühling oder im Herbst beobachten. Die Larven schlüpfen im nächsten Frühling. Sie werden 20 Millimeter lang, sind ebenfalls schwarz und sehr plump und kugelig gebaut. Sie verpuppen sich am Boden. Die Käfer überwintern.

## Vorkommen
Die Käfer sind in Süd- und Mitteleuropa auf warmem Trockenrasen vor allem im Bergland zu finden und sind nicht selten.

## Weblinks

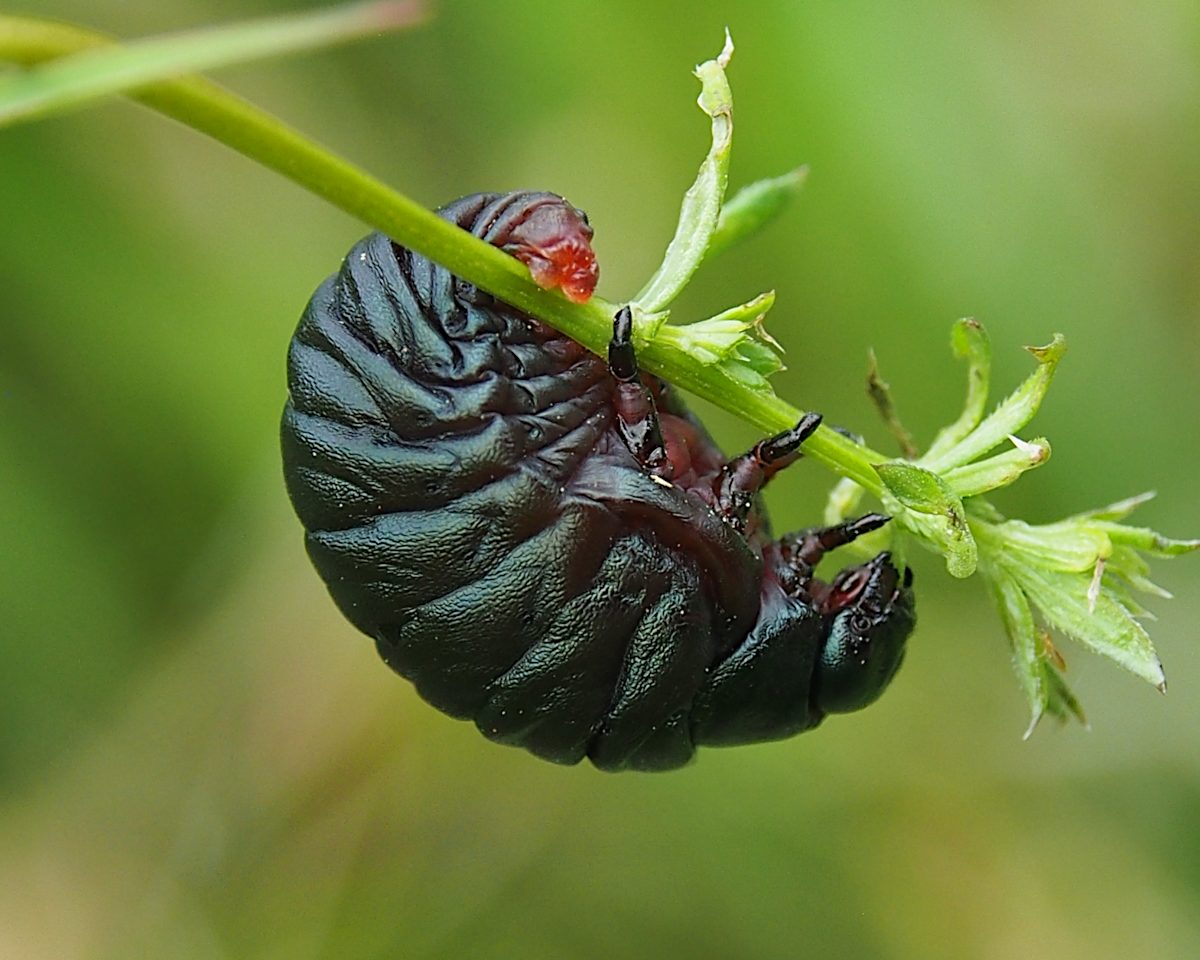
Timarcha tenebricosa, Larve

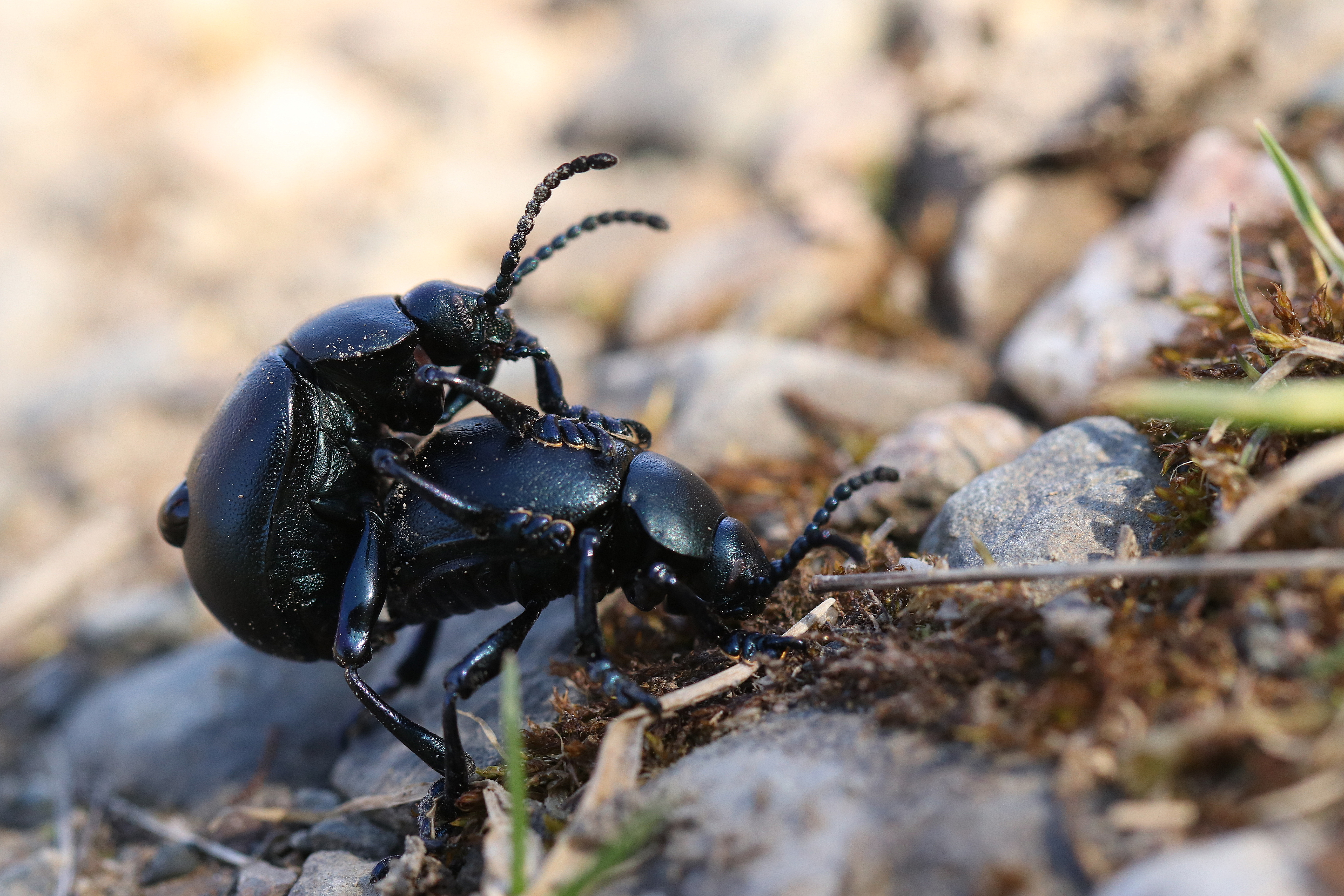
Kopulation